# ۱۴ مه
۱۴ مه در تقویم گرگوری، صد و سی و چهارمین (در سال‌های کبیسه صد و سی و پنجمین) روز سال است. ۲۳۱ روز تا پایان سال باقی است.
۱۴ مه در تقویم ایرانیان برابر ۲۴ اردیبهشت(دومین ماه سال) است.

## رویدادها
- ۱۶۱۰ - در پی ترور هانری چهارم لویی سیزدهم در فرانسه به تخت پادشاهی نشست.
- ۱۷۰۲ - N.S. آغاز جنگ جانشینی اسپانیا بین انگلستان و فرانسه در پی اتحاد بزرگ (اتحاد آگسبورگ) میان پادشاهی انگلستان و جمهوری هلند و امپراتوری مقدس روم) بر ضد فرانسه
- ۱۷۹۶ -نخستین مایهٔ آبله را ادوارد جنر پزشک انگلیسی به بازوی بیماری هشت ساله تزریق کرد و ایمن‌سازی (واکسیناسیون) را بنیاد نهاد.
- ۱۸۱۱ - پاراگوئه از اسپانیا اعلام استقلال کرد.
- ۱۶۴۳ - در پی مرگ لویی سیزدهم پادشاه فرانسه فرزند چهار ساله او با عنوان لویی چهاردهم به قدرت رسید.
- ۱۹۴۰ - با شکست قطعی قوای هلندی مقابل ارتش نازی این کشور به تصرف آلمان درآمد.
- ۱۹۴۸ - اسرائیل با تشکیل دولت موقت اعلام موجودیت کرد. پس از این اعلام جنگ بین اعراب و اسرائیل آغاز شد.
- ۱۹۵۵ - پیمان ورشو بین ۸ کشور بلوک کمونیست؛ شوروی، آلبانی، آلمان شرقی، چکسلواکی، رومانی، لهستان، مجارستان و بلغارستان منعقد شد.
- ۱۹۶۳ - کویت به سازمان ملل متحد پیوست.
- ۱۹۷۰ - گروهک تروریستی فراکسیون ارتش سرخ در آلمان غربی تأسیس شد.
- ۲۰۱۳ - گودلاک جاناتان رئیس جمهور نیجریه به علت فعالیت‌های تروریستی گروه بوکوحرام در شمال شرق این کشور در سه استان بورنو ، یوبه و آداماوا اعلام وضعیت اضطراری کرد.

## زادروزها
- ۱۹۸۴ - مارک زاکربرگ - مؤسس فیس‌بوک
- ۱۹۹۳ - ماریاندا کازگرو، هنرپیشه، خواننده و ترانه‌سرای اهل ایالات متحدهٔ آمریکا

## درگذشت‌ها
- ۱۹۹۱ -خودکشی ژیانگ کینگ (بیوهٔ مائو) در زندان
- ۱۹۹۵ -درگذشت کریستین آنفینزن بیوشیمیست آمریکایی و برنده مشترک جایزهٔ نوبل شیمی در سال ۱۹۷۲ برای تحقیق دربارهٔ شکل و ساختمان آنزیم ریبونوکلئاز در ۷۱ سالگی.